# Paul Temple und der Fall Gregory
Paul Temple und der Fall Gregory ist ein zweiteiliges Hörspiel aus der Paul-Temple-Reihe von Francis Durbridge. Es ist eine verkürzte Version des Originalstücks Paul Temple and the Gregory Affair, das 1946 von der BBC produziert wurde und in Deutschland bereits komplett als Zehnteiler unter dem Titel Paul Temple und die Affaire Gregory 1949/50 vom Nordwestdeutschen Rundfunk vertont wurde. Sowohl das britische Original als auch das deutsche Remake gelten als verschollen. Die Pastewka-Version wurde um lustige Erklärungsszenen erweitert, in der die (fehlenden) Szenen erklärt werden, aber auch das Rundherum näher beleuchtet wird. Laut Pressetext versteht sich das Hörspiel als „liebevolle Hommage“.

## Handlung
London im Nebel des Jahres 1949: Scotland Yard ist verzweifelt. Wer ist der ominöse Drahtzieher der schrecklichen Mädchenmord-Serie, die die Stadt im Würgegriff hält? Nur ein Mann kann jetzt übernehmen: der Meisterdetektiv Paul Temple. Der sich mit seiner unkonventionellen Art auf die Spur der rätselhaften Botschaften, über die dunklen Straßen des East Ends in den schmierigen Nachtclub „Brazil“ begibt, um der Wahrheit auf die Spur zu kommen.

## Entstehung & Veröffentlichungen
| # | Titel        | Sendedatum, Dauer    |
| - | ------------ | -------------------- |
| 1 | Erster Teil  | 1. Nov. 2014, 53′53″ |
| 2 | Zweiter Teil | 8. Nov. 2014, 54′04″ |

Das BBC-Original stammt aus dem Jahr 1946 und wartete mit Kim Peacock und Marjorie Westbury in den Titelrollen auf, es war bereits der siebente Fall für Paul Temple Durbridge und die BBC lizenzierten den Stoff ins Ausland, so gibt es insgesamt 10 Versionen dieses Stoffes, unter anderem auch eine niederländische, eine hebräische, eine italienische, eine dänische, eine norwegische und eine schwedische. Die deutsche Produktion von 1949 ist verschollen. Es existiert nur noch eine Karteikarte, auf der ein Löschvermerk der Produktion zu finden ist.
Über die Produktion schreibt Bastian Pastewka im Booklet zur DVD-Veröffentlichung: „Wiederentdeckt wurde allerdings das deutsche Skript. […] Aber auch dieses war nicht komplett. 2013 haben sich findige Redakteure des WDR und SWR zusammengetan, um die Geschichte zu rekonstruieren. Es existierte überdies eine norwegische Radiofassung […], an der sich Regisseur Leonhard Koppelmann und sein Team orientierten.“ Das Hörspiel bearbeiteten Leonhard Koppelmann und Bastian Pastewka, weitere Kompositionen stammten von Mike Herting, die technische Realisation hatte Günther Kasper über und die Dramaturgie Martina Müller-Wallraf. Pastewka und „seine Komplizen“ gingen mit dem Stück auch als Livehörspiel auf Deutschlandtour.
Francis Durbridge wertete die Gregory-Geschichte auch als Roman aus: Design for Murder erschien 1951 und 1962 unter dem deutschen Titel Mr. Rossiter empfiehlt sich. Darin ändert Durbridge sämtliche Figurennamen. Doch zuvor erschien bereits in der Bild+Funk ein 13-teiliger Fortsetzungsroman unter dem Titel Schöne Grüße von Mister Brix, der wiederum alle Figurennamen ändert, aber den Gregory-Fall fast szenengleich nacherzählt. Dieser Roman erschien 2022 erstmals als deutsches Buch. Es beinhaltet zwei umfangreiche Abhandlungen über den Fall Gregory, dessen literarische Varianten, dessen Besonderheiten und dessen verschiedene Hörspielversionen.
CD-Veröffentlichung
- Francis Durbridge: Bastian Pastewka & Komplizen in Paul Temple und der Fall Gregory, 2 CDs, Der Hörverlag, 2014, ISBN 978-3-8445-1718-7.

## Belege
1. ↑  WDR-Presseaussendung 2014.
2. ↑  Hörspiel „Paul Temple und der Fall Gregory“ von Francis Durbridge (wdr.de).
3. ↑  Georg Pagitz: Der vielsprachige Mr. Gregory. In: Francis Durbridge: Schöne Grüße von Mister Brix. Williams & Whiting, Hurstpierpoint 2022, S. 236.
4. ↑  Georg Pagitz: Der vielsprachige Mr. Gregory. In: Francis Durbridge: Schöne Grüße von Mister Brix. Williams & Whiting, Hurstpierpoint 2022, S. 237.
5. ↑  Grußwort von Bastian Pastewka in der CD-Veröffentlichung Paul Temple und der Fall Gregory ISBN 978-3-8445-1718-7.
6. ↑  Bastian Pastewka und Komplizen: Paul Temple und der Fall Gregory (theaterhaus.com).
7. ↑  Georg Pagitz: Gregory – Rossiter – Brix: Drei Namen, ein und derselbe Fall. In: Francis Durbridge: Schöne Grüße von Mister Brix. Williams & Whiting, Hurstpierpoint 2022, ISBN 978-1-912582-76-1, S. 7–9.
8. ↑  Francis Durbridge: Schöne Grüße von Mister Brix. – Basierend auf Paul Temple und die Affaire Gregory. Williams & Whiting, Hurstpierpoint 2022, ISBN 978-1-912582-76-1.